# دولت ائتلافی
دولت ائتلافی یا دولت وحدت ملی (انگلیسی: Coalition government) کابینه‌ای در نظام پارلمانی است که در آن سه حزب در کنار هم قرار گرفته و با هم همکاری دارند. معمولاً دلیل اصلی تشکیل این دولت این است که هیچ‌یک از احزاب نمی‌توانند اکثریت را در پارلمان از آن خود کنند.